# Villar de Sapos
Villar de Sapos (asturisch Villabrufe) ist eine Parroquia und ein Ort in der Gemeinde Allande, in der autonomen Gemeinschaft Asturien im Norden Spaniens.
Die 24 Einwohner (2011) leben auf einer Fläche von 2,42 km² in 3 Dörfern. Pola de Allande, der Verwaltungssitz der Gemeinde liegt 12,4 km entfernt und über die „AS-14“ zu erreichen.

## Sehenswürdigkeiten
- Pfarrkirche in Villar de Sapos, die Ausstattung zeigt ein breites Spektrum der asturischen Handwerkskunst[1]

## Dörfer und Weiler
| Name            | asturisch       | Einwohner | Lage                    |
| --------------- | --------------- | --------- | ----------------------- |
| Almoño          |                 | 4         | 43.208159 -6.600744 696 |
| Selce           |                 | 13        | 43.201024 -6.603952 559 |
| Villar de Sapos | Viḷḷar de Sapos | 7         | 43.204085 -6.594943 524 |